# صعبر (جنس)
صَعْبَر أو صَعَنْبَر (الاسم العلمي Berchemia) جنس نباتات معمرة من فصيلة السدرية. أنواعه قليلة. سوقها عارشة تطول من 4 إلى 30 م. أوراقها عابلة بيضية الشكل، مقطومة القاعدة. نصلها عديد العروق، بحري اللون. أزهارها صغيرة القد، خضراء اللون، عنقودية التجميع، ثمارها زيتونية الشكل والقد واللون، تسود عند الأدراك، إزهرارها يستمر من أيار إلى أيلول. أعطانها  الأصلية هي المناطق الاستوائية وشبه الاستوائية في آسيا ،غرب الوسط والجنوب الشرقي. من الولايات المتحدة الأمريكية إلى غواتيمالا.